# جیمز وانگ (ترانه‌سرا)
جیمز وانگ (انگلیسی: James Wong؛ ۱۶ مارس ۱۹۴۱ – ۲۴ نوامبر ۲۰۰۴) ملقب به «عمو جیم»، موسیقی‌دان، ترانه‌سرا و سرایندهٔ تصنیف برجسته اهل هنگ کنگ بود.
او دانش آموختهٔ «کالج لاسال» و «دانشکدهٔ هنر دانشگاه هنگ کنگ» بود و در سال ۱۹۸۳ میلادی مدرک ام‌فیل در رشتهٔ «اپرای کانتونی» از «دانشگاه هنگ کنگ» دریافت نمود.
از فیلم‌ها یا برنامه‌های تلویزیونی که وی در آن نقش داشته است، می‌توان به معجزه و همیشه اژدها اشاره کرد.
وی در دوران حرفه‌ای خود، جوایز متعددی بابت آثارش دریافت نمود که از آن میان، می‌توان به چندین جایزه فیلم هنگ کنگ اشاره کرد.